# باربارا پپر
باربارا پپر (انگلیسی: Barbara Pepper؛ ۳۱ مهٔ ۱۹۱۵ – ۱۸ ژوئیهٔ ۱۹۶۹) یک هنرپیشه اهل ایالات متحده آمریکا بود. وی بین سال‌های ۱۹۳۱ تا ۱۹۶۹ میلادی فعالیت می‌کرد.

## فیلم‌شناسی
- Roman Scandals (۱۹۳۳)
- Kid Millions (۱۹۳۴)
- Waterfront Lady (۱۹۳۵)
- دزدان دریایی (۱۹۳۶)
- پسران مومیایی (۱۹۳۶)
- Hollywood Stadium Mystery (۱۹۳۸)
- Wide Open Faces (۱۹۳۸)
- مادر مجرد (۱۹۳۹)
- They Made Me a Criminal (۱۹۳۹)
- زنان (۱۹۳۹)
- The Magnificent Fraud (۱۹۳۹)
- موش‌ها و آدم‌ها (۱۹۳۹)
- Women in War (۱۹۴۰)
- The Return of Frank James (۱۹۴۰)
- خبرنگار خارجی (۱۹۴۰)
- بانو ایو (۱۹۴۱)
- Three Sons o' Guns (۱۹۴۱) Francie
- Birth of the Blues (۱۹۴۱)
- Star Spangled Rhythm (۱۹۴۳)
- The Inspector General (۱۹۴۹)
- The Eddie Cantor Story (۱۹۵۲)
- ستاره‌ای متولد شده است (۱۹۵۴)
- Young at Heart (۱۹۵۴)
- عمه میم (۱۹۵۸)
- مرد موسیقی (۱۹۶۲)
- A Child is Waiting (۱۹۶۳)
- دنیای دیوانه، دیوانه، دیوانه، دیوانه (۱۹۶۳) (Scene Deleted)
- بانوی زیبای من (۱۹۶۴)
- احمق مرا ببوس (۱۹۶۴)
- به طور کامل (۱۹۶۹)